# Donald Templer
Donald I. Templer est un psychologue américain à la retraite surtout connu pour ses idées sur la race et l'intelligence, et son association avec le groupe nationaliste blanc American Renaissance. Il était auparavant professeur de psychologie à l'Alliant International University de Fresno, en Californie.

## Formation et carrière
Donald Templer obtient son doctorat à l'Université du Kentucky en 1967. Il est professeur de psychologie à l'Université internationale Alliant à Fresno, en Californie.

## Recherche

### Échelle d'anxiété de la mort
Il développe la Death Anxiety Scale, l'échelle la plus connue utilisée pour mesurer l'anxiété de la mort, en 1970,.

### Race et intelligence
Les études les plus récentes de Donald Templer se sont concentrées sur la race et l'intelligence et il s'est exprimé sur le sujet lors de conférences nationalistes blanches du groupe American Renaissance. Lui et Hiroko Arikawa font valoir, dans une étude de 2006, que les climats plus froids favorisent des QI plus élevés car il est plus difficile de vivre dans de telles régions,. Il décrit les «réalistes de la race» comme des Galilée des temps modernes et fait valoir que la stérilisation indemnisée des bénéficiaires de l'aide sociale permettrait de réduire les coûts et d'éviter les «charges» pour la société.

#### Rétractation de l'article de 2012
Le 17 juin 2020, l'éditeur Elsevier annonce qu'il retire un article que Donald Templer et J. Philippe Rushton avaient publié en 2012 dans la revue Elsevier Personality and Individual Differences,. L'article affirmait qu'il existait des preuves scientifiques que la couleur de la peau était liée à l'agressivité et à la sexualité chez les humains,.

### Taille du pénis
En 2002, il publie le livre Is Size Important?, qui se concentre sur les variations de la taille du pénis humain et les préférences pour les pénis de certaines tailles. Il est apparu au Howard Stern Show pour discuter de ce sujet en 2007, où Stern l'a appelé "Dr. Penis".